# MONS Verlag
Der MONS Verlag ist ein deutscher Verlag für klassische und moderne Literatur mit Sitz in Dresden (Liste deutschsprachiger Verlage). Er veröffentlicht anspruchsvolle Literatur mit nicht alltäglichen Inhalten. Schwerpunkte bilden französischsprachige Autoren, Reiseliteratur, Sprachlabor und Tanz sowie Literatur für Kinder und Erwachsene.
Der MONS Verlag ist Mitglied im Freundeskreis der Kurt Wolff Stiftung.

## Programm

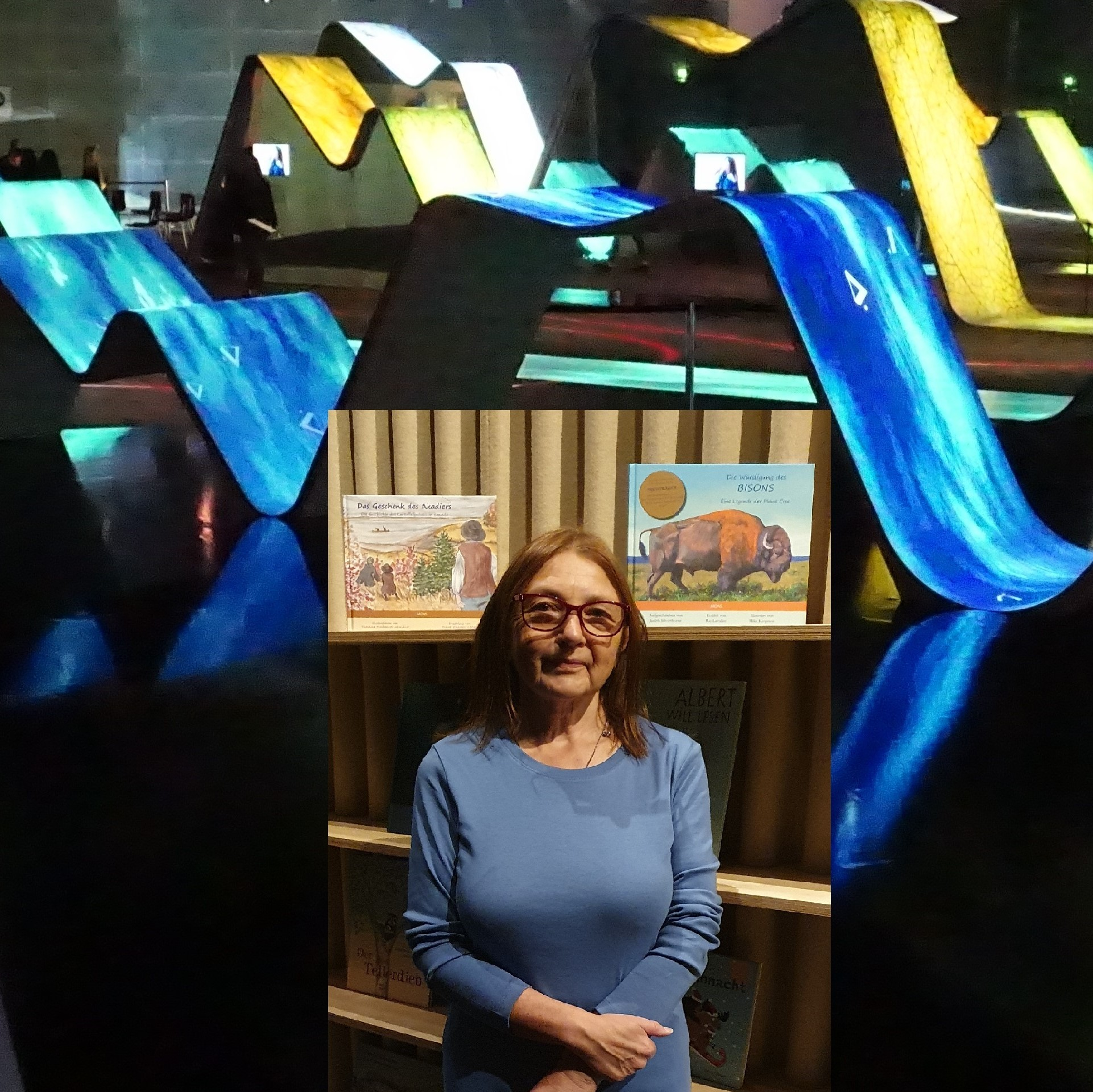

Im Verlag erschienen Werke von Autoren wie Marcel Pagnol, Bernhard Kellermann, Guy de Maupassant und Charles Baudelaire. Der Verlag veröffentlicht Neuerscheinungen, Erst- und Neuübersetzungen.
Für den MONS Verlag wurden auch andere internationale Autoren übersetzt, insbesondere die beiden kanadischen Autorinnen Judith Silverthorne und Diane Carmel Léger.
Kanada war 2020 und 2021 Ehrengastland der Frankfurter Buchmesse. Diane Carmel Léger war Mitglied der offiziellen literarischen Delegation Kanadas. Das Goethe-Institut in Montreal gab eine Rezension ihres Buches über die Begegnung deutscher Migranten mit einem Akadier heraus.